# Evžen Plocek
Evžen Plocek né le 29 octobre 1929 et mort le 9 avril 1969. Evžen Plocek était un ouvrier et homme politique tchécoslovaque qui s'est suicidé par auto-immolation par le feu en signe de protestation politique.

## Biographie
Evžen Plocek est né dans une famille d'ouvriers. Il est devenu apprenti en 1943 comme outilleur dans l’usine Lionel Werke à Jihlava avant de quitter ce poste pour travailler en 1968, dans l'entreprise de pièces automobiles Motorpal durant toute sa vie. Il épouse Zdena Dolníková qui était sa collègue et avec qui il aura un enfant nommé Jiří.

## Membre du parti communiste
Début mars 1969, il a présenté sa critique à la session plénière du parti où il a parlé de l’impact du Parti sur la situation dans la société après l’invasion de la Tchécoslovaquie. Il devint candidat au sein du Parti communiste tchèque en 1955.

## Décès
Le 4 avril 1969, quelques mois après l'invasion de la Tchécoslovaquie en août 1968, Plocek s'est immolé par le feu sur la place principale maintenant appelé Masarykovo nam à Jihlava (Tchécoslovaquie), en signe de protestation contre ce qu'il considérait comme une « agression soviétique ». Il fut le troisième suicidé par auto-immolation après deux autres étudiants tchèques, Jan Palach et Jan Zajíc, qui se sont immolés à Prague respectivement le 16 janvier et le 25 février.
Juste avant son immolation, il a laissé tomber un papier sur lequel, il était écrit : « La vérité est révolutionnaire - a écrit Antonio Gramsci » et « je suis pour un visage humain - je ne peux pas supporter ceux qui n'ont pas de sentiments Evzen ».
Evžen Plocek a été transporté à l'hôpital de Jihlava, où il est mort le 9 avril. Ce jour-là, les médias locaux annoncent seulement que « quelqu'un s'est immolé et est dans un état critique ».

## Funérailles

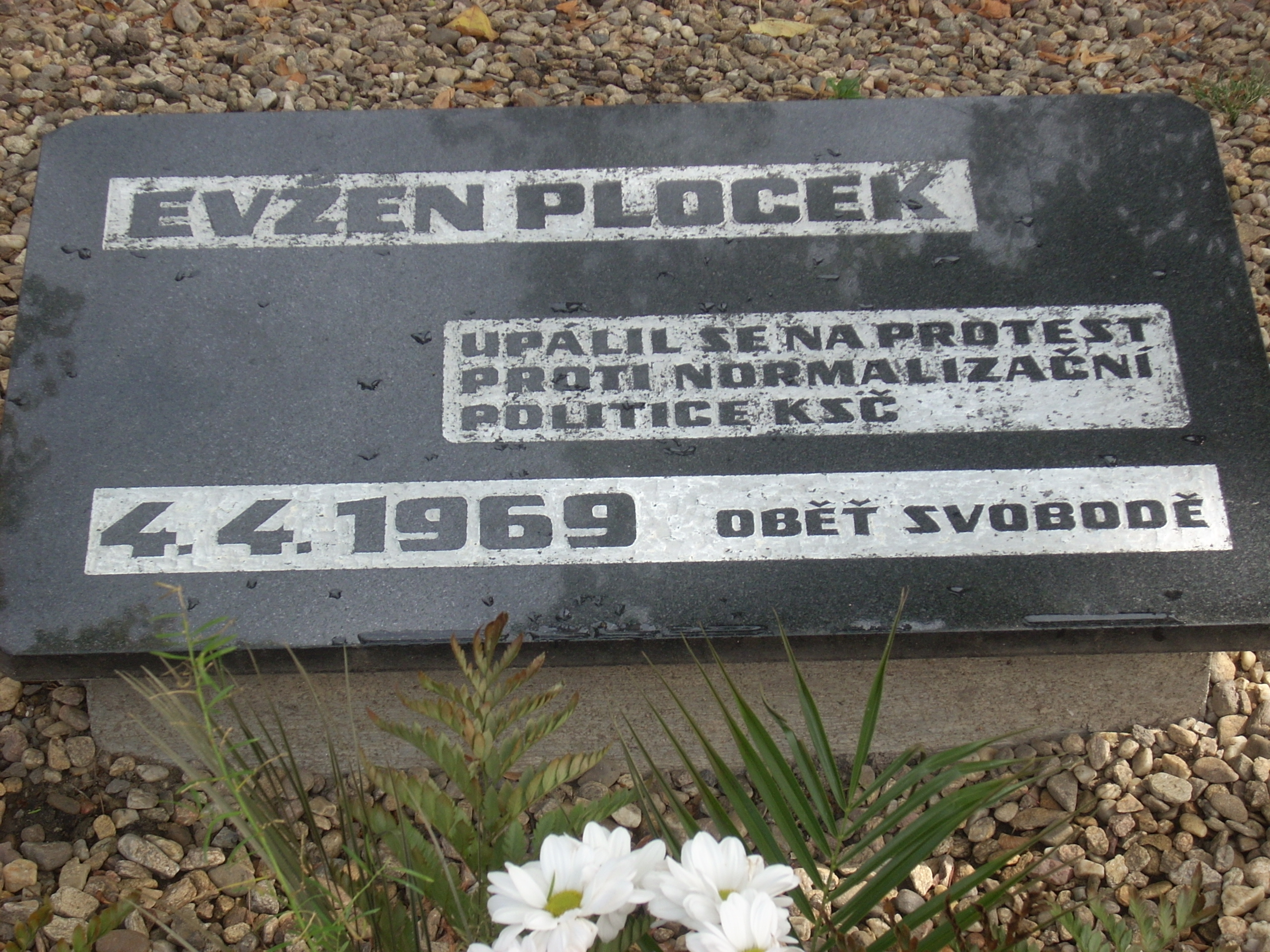
Plaque commémorative dédiée à Evžen Plocek, proche de l’endroit où il s’est incendié

En dépit d'un certain nombre de difficultés, les travailleurs de Motorpal ont pu organiser des funérailles publiques à Jihlava. Pas un mot de l'auto-immolation de Evžen Plocek n'est présent dans la presse. Aujourd'hui, il y a une simple plaque sur le sol près de la place où est mort Plocek.
Selon des documents, il y aurait eu entre 2 500 et 3 000 personnes qui auraient assisté à la cérémonie, et 3 000 personnes ont assisté à la mise en terre du cercueil au cimetière.

## Sources